# Becco di Mezzodì
Il Becco di Mezzodì (Bèco de Mesodì in ladino) è un monte delle Dolomiti Ampezzane nelle Dolomiti, a sud-est di Cortina d'Ampezzo e a ovest di San Vito di Cadore, la cui vetta più alta si erge per 2.603 m s.l.m. e fu conquistata per la prima volta il 5 luglio 1872 dall'alpinista W. E. Utterson Kelso e la sua guida alpina, l'ampezzano Santo Siorpaes.
Questa montagna chiude, insieme alla Croda da Lago e alle Rocchette, il versante meridionale della Conca ampezzana. È un monte piuttosto piccolo, se confrontato ad altri rilievi delle Dolomiti ampezzane, e distinguibile per il suo particolare isolamento dalle altre cime.